# Photoscotosia
Photoscotosia is een geslacht van vlinders van de familie spanners (Geometridae), uit de onderfamilie Larentiinae.

## Soorten
- P. achrolopha Püngeler, 1900
- P. albapex Hampson, 1895
- P. albomacularia Leech, 1897
- P. amplicata Walker, 1862
- P. annubilata Prout, 1940
- P. antitypa Brandt, 1941
- P. apicinotaria Leech, 1897
- P. atromarginata Warren, 1893
- P. atrophicata Xue, 1988
- P. atrostrigata Bremer, 1864
- P. chlorochrota Hampson, 1902
- P. dejuncta Prout, 1937
- P. dejuta Prout, 1937
- P. diochoticha Xue, 1988
- P. dipegaea Prout, 1940
- P. elagantissima Inoue, 1988
- P. eudiosa Xue, 1988
- P. eutheria Xue, 1988
- P. fasciaria Leech, 1897
- P. ferrearia Xue, 1988
- P. fulguritis Warren, 1893
- P. funebris Warren, 1895
- P. indecora Prout, 1940
- P. insularis Bastelberger, 1909
- P. isosticta Prout, 1940
- P. leechi Alphéraky, 1892
- P. leuconia Xue, 1988
- P. metachryseis Hampson, 1896
- P. mimetica Xue, 1988
- P. miniosata Walker, 1862
- P. multilinea Warren, 1893

- P. multiplicata Warren, 1898
- P. nitida Inoue, 1982
- P. nubilata Moore, 1888
- P. obliquisignata Moore, 1867
- P. palaearctica Staudinger, 1882
- P. pallifasciaria Leech, 1897
- P. penguionaria Oberthür, 1893
- P. polysticha Prout, 1940
- P. postmutata Prout, 1914
- P. prasinotmeta Prout, 1940
- P. propugnataria Leech, 1897
- P. prosenes Prout, 1940
- P. prosphorosticha Xue, 1988
- P. rectilinearia Leech, 1897
- P. reperta Xue, 1988
- P. rivularia Leech, 1897
- P. sericata Xue, 1988
- P. tonchignearia Oberthür, 1893
- P. undulosa Alphéraky, 1888
- P. velutina Warren, 1895